# ケネス・プルガーヴィダル
ケネス・プルガー・ヴィダル・田中 (Kenneth Javier Pulgar-Vidal Tanaka、1991年6月15日 - )はアメリカ合衆国イリノイ州シカゴ出身の映画監督・音響監督・脚本家。日系四世。英語、スペイン語、フランス語を話すトライリンガルである。父方にはペルーの革命家・地理学者である、ハヴィエル・プルガーヴィダルを祖父に持ち、母方には熊本県出身の祖父を持つ。

## 経歴
シカゴ生まれ。中学時代を南フランス地方のプロヴァンスで過ごす。2018年、SIクリエイティブズ国際映像制作会社を米国にて設立。
2020年、世界最大級の脚本コンクールの一つとして知られるBig BreakにてNPC長編作品が準決勝進出。またその翌年2021年、ロンドン国際シナリオコンテストで優勝を果たす。その傍ら、斉木楠雄のΨ難 Ψ始動編をはじめ、ルパン三世TV第1及び第５シリーズ英語版脚本の翻訳・ローカライズやTOKYO MER～走る緊急救命室～の脚本リライトを担当。ハリウッド業界のアニメ地位向上にも力を注ぐ。2023年、シナプス監督作品がミラノ国際映画祭にて正式ノミネートを果たす。2024年、国際映像制作チームを形成するため、SIクリエイティブ映像制作会社の東京支社を星埜李奈と共に設立。ヨーロッパで最も古く、最大の短編映画祭のひとつであるアカデミー賞公認タンペレ映画祭での上映が決定する。また、富山国際映画祭にてドラマ部門優秀賞・最優秀賞を受賞する。その後、ポーランド、米国、イギリス、イタリア、ブラジル、日本など世界中の映画祭への正式出品が決まり、注目を集めている。

## 受賞歴

### 脚本
- NPC
  - ロンドン国際シナリオコンテスト（2021年）‐最優秀賞受賞
  - Big Break（2020年）‐準決勝進出
  - スクリプト・サミット（2021年）‐決勝進出

### 映画
2016年 ‐ パイオニア映画祭・入選『夢の叶う場所』
2023年 ‐ ミラノ国際映画祭・正式ノミネート作品『シナプス』
2024年 ‐ シアトルアジアンアメリカン映画祭・正式ノミネート作品『シナプス』
2024年 ‐ リフトオフ・イギリス映画祭・正式ノミネート作品『シナプス』
2024年 ‐ （米国アカデミー賞公認）タンペレ国際映画祭・正式ノミネート作品『シナプス』
2024年 ‐ 富山国際映画祭『シナプス』最優秀賞受賞・ドラマ部門受賞
2024年 ‐ マックミリアン映画祭・正式ノミネート作品『シナプス』
2024年 ‐ シネテック・フューチャー映画祭『シナプス』優秀賞受賞
2024年 ‐ 華氏3度 SF フロリパ映画祭・正式ノミネート作品『シナプス』
2024年 ‐ ローマ・フィルム・コルト映画祭・正式ノミネート作品『シナプス』

## 作品

### 映画
- ザ・エスケープ（2016年）‐監督・脚本・編集
- 夢の叶う場所（2016年）‐監督・脚本・編集
- GPSちゃん（2018年）‐監督・脚本・編集
- シナプス（2019年） ‐監督・脚本
- コンタクト（2020年）‐監督・脚本
- ハーモニア（2021年）‐脚本
- NPC（2021年）‐脚本
- ゴミ出し（2021年）‐監督・脚本
- 失効日（2021年）‐監督・脚本
- ユール・フィット・ライト・イン（2022年）‐監督・脚本

### TVシリーズ
- 第85回ハリウッド・クリスマス・パレード（2017年、CW） -スチール写真家
- 第86回ハリウッド・クリスマス・パレード（2017年、CW） -スチール写真家
- カウチポテト・クロニクルズ（2018年）‐撮影監督

### ミュージックビデオ
- ４０ビロー・クリック（2014年）‐監督
- ファイナル・ウィン（2015年）‐監督
- Ki-Yo：イフ・ユー・ウォナ・メーク・イット（2015年）- 監督・編集
- ノーウェア・イズ・ヒア (2015) - 監督・編集
- ウィッシング・カバー（2017年） ‐企画・監督・編集
- Ki-Yo：無限大∞（2017年）- 監督・編集

### 吹替演出
- 雷電V（2016年、MOSS) ‐ 英語版吹替演出・キャスティング
- からかい上手の高木さん（2019年、赤城博昭監督、Netflix番組）-英語版吹替演出
- 毎日1人死ぬ村のおわり・鬼の村から脱出 第1話～第6話迄 (2019、まいぜんシスターズ) -英語版吹替演出

### ネイティブチェック・ローカライズ
- リトル・ティアラズ（2018年、メルニッツア　アニメーション　スタジオ）　-英語吹替版脚本ローカライズ担当
- ルパン三世 PART5（2018年、トムス・エンタテインメント） ‐英語吹替版脚本ローカライズ担当
- ルパン三世 PART1 第6話～第10話迄（2021年、トムス・エンタテインメント） ‐英語吹替版脚本ローカライズ担当
- フォロワーズ（2019年、蜷川実花監督・Netflix番組）-英語吹替版脚本ローカライズ担当

- 斉木楠雄のΨ難 Ψ始動編（2019年、桜井 弘明監督、Netflix番組）-英語吹替版脚本ローカライズ担当
- 虫籠のカガステル（2019年、千明 孝一監督、Netflix番組）-英語吹替版脚本ローカライズ担当
- 英雄伝説 閃の軌跡 プレミアム3Dミュージカル（2017年、日本ファルコム） -英語版翻訳・字幕・スポッティング担当
- テイルズ オブ アライズ 2.5Dミュージカル（2022年、バンダイナムコ）‐-英語版翻訳・字幕・ローカライズ担当

### 脚本リライト
- TOKYO MER～走る緊急救命室～（2021年、TBSスタジオ）-台本リライト
- PACHINKO(2022年、Apple TV+) ‐脚本リライト
- 拾われた男（2022年、NHK、ディズニー＋）‐脚本リライト
- THE DAYS (2023年、Netflix) ‐脚本リライト